# Kovatjevo (distrikt i Bulgarien, Pazardzjik)
Kovatjevo (bulgariska: Ковачево) är ett distrikt i Bulgarien.   Det ligger i kommunen Obsjtina Septemvri och regionen Pazardzjik, i den centrala delen av landet, 90 km sydost om huvudstaden Sofia.
Trakten runt Kovatjevo består till största delen av jordbruksmark. Runt Kovatjevo är det ganska tätbefolkat, med 192 invånare per kvadratkilometer.